# Лисандро Мартинез
Лисандро Мартинез (Гвалегвај, 18. јануар 1998) аргентински је професионални фудбалер који игра  на позицији штопера. Тренутно наступа за клуб из Премијер лиге Манчестер Јунајтед и национални тим Аргентине.
Мартинез је каријеру започео у Њуелс олд бојсу пре него што се придружио Дефенси и Хустисији 2017. године, првобитно на позајмици. Потписао је за Ајакс 2019. године, где је забележио 120 наступа у три сезоне и освојио две титуле у Ередивизији и један Куп КНВБ. Освојио је награду за најбољег играча Ајакса у сезони 2021/22.
Мартинез је представљао Аргентину у младим категоријама до 20 и до 23 године, пре него што је дебитовао за сениорску репрезентацију у марту 2019. Био је члан аргентинских тимова који су освојили Куп Америке 2021, Финалисиму 2022. и Светско првенство 2022.

## Клупска каријера

### Њуелс олд бојс
Мартинез је играо у млађим категоријама за екипе Уркиза (Гвалегвај, Ентре Риос), Либертад (Гвалегвај, Ентре Риос) и Њуелс олд бојса. Професионално је дебитовао за Њуелс у последњем мечу клуба у сезони 2016/17, када је одиграо цео меч у поразу од Годоја Круза.

### Дефенса и Хустисија
У августу 2017, Мартинез је дошао на позајмицу у екипу Дефенсе и Хустисије. Први наступ за екипу забележио је 13. октобра у поразу од Сан Лоренца. Две утакмице касније, постигао је свој први сениорски гол у победи у гостима против Темперлеја.  Дефенса и Хустисија је купила 50% права на Мартинеса у јуну 2018. године.

### Ајакс
Дефенса и Хустисија у мају 2019. године склапа уговор са Ајаксом у вези трансфера Мартинеза у холандски клуб. Ајакс је платио аргентинском клубу 7 милиона евра за овај трансфер. Лисандро је потписао четворогодишњи уговор, са могућношћу продужења још годину дана. Екипи Ајакса се придружио у јулу исте године, а његов квалитет видео се у Јохан Кројф Шилду 2019. године против ПСВ Ајндховена, пошто је Ајакс освојио трофеј после победе од два гола разлике. Био је изабран за најбољег играча у својој другој утакмици Ередивизије у победи над ФК Еменом.
Мартинез је постигао први гол за Ајакс 28. септембра у победи од 2:0 над Гронингеном на Јохан Кројф арени. Поново је постигао гол против Утрехта у новембру, у кампањи која је прерано окончана због пандемије КОВИД-19. У свом првом мечу у сезони 2020/21, Мартинез је постигао свој трећи гол за Ајакс у победи домаћина против РКЦ Валвијка 20. септембра.

### Манчестер јунајтед
Дана 16. јула 2022, објављено је да је Манчестер јунајтед склопио уговор са Ајаксом о потписивању Мартинеза, цена трансфера је била између 47 милиона и 49 милиона фунти, плус 8,5 милиона фунти додатака. Трансфер је званично завршен 27. јула, када је Мартинез потписао петогодишњи уговор са клубом. Следећег дана је потврђено да ће носити дрес са бројем шест. Мартинез је 7. августа дебитовао за клуб у поразу код куће резултатом 2-1 од Брајтон и Хоув албиона у Премијер лиги.

### Репрезентативна каријера
Мартинез је наступао четири пута за репрезентацију Аргентине до 20 година на омладинском првенству Јужне Америке у Еквадору 2017. Први наступ је био током прве фазе против Венецуеле, док су остала три стигла у последњој фази када је Аргентина завршила на 4. месту и потом се квалификовала за ФИФА Светско првенство до 20 година у Јужној Кореји 2017. Добио је позив за Светско првенство до 20 година, али није успео да се појави, појавивши се на клупи за замене једном против Гвинеје. Мартинез је једном наступио за Аргентину на нивоу до 23 године, што је било у пријатељској победи од 5-0 против Боливије у септембру 2019.

## Стил игре
Мартинез је због свог агресивног стила игре добио надимак „Месар“. Он је првенствено штопер, иако је способан да игра и на позицијама левог бека и централног везног, с обзиром да је на тим позицијама повремено играо за Дефенсу и Хустисију и Ајакс. Он је штопер који је познат по свом распону додавања и смирености на лопти. У сезони Ередивизије 2021/22, имао је у просеку више додавања за 90 минута од било ког другог играча. Пре него што су га потписали, Ајаксови скаути су Мартинеза окарактерисали као левоногог дефанзивца који је добар са лоптом и поседује победнички менталитет.